# Rhododendron hookeri
Rhododendron hookeri är en ljungväxtart som beskrevs av Thomas Nuttall. Rhododendron hookeri ingår i släktet rododendron, och familjen ljungväxter. Inga underarter finns listade i Catalogue of Life.